# 裴多菲俱乐部
裴多菲俱乐部（匈牙利語：Petőfi Kör）是1955年3月17日匈牙利共产党中央政治局正式批准成立的知识分子学习小组，隶属劳动青年联盟并设有办公室，在现行制度允许的范围内为党内年轻的知识分子提供一个讨论问题畅所欲言的场所。讨论经济、哲学、历史、新闻等专题，参加者有全国知名的经济学家、作家、历史学家、教育工作者、科学家、哲学家等学者、社会名流、知识分子、人民军军官。后成为1956年匈牙利革命的导火索。

## 政治環境
裴多菲俱乐部成立於1955年3月。1953年，史達林去世後，匈牙利共產黨在蘇聯的壓力下發生了轉變，匈牙利勞動人民黨的拉科西·馬加什下臺，更受歡迎的納吉·伊姆雷成為了總理。1955年3月，納吉被指為反黨、反馬克思主義的右傾機會主義分子，剝奪了其黨和國家的職務，11月，被開除出黨。這次重組同時損害了納吉伊姆雷領導的「修正主義共產主義者」以及匈牙利社會群眾的利益，為意識形態上極其複雜的社會聯盟奠定了基礎，而這個聯盟成為了1956年革命的主要力量。1956年2月，蘇共二十大對開始了對於個人崇拜的官方譴責，赫魯曉夫對史達林的揭露和對個人崇拜的批判使得知識分子所處的環境有所鬆動。

## 俱樂部的形成
1955年初，工人青年協會的年輕知識分子首次出現成立俱樂部的想法，但當時沒有人想到有可能發起一場與官方路線不同的運動。納吉的支持者坦佐什·加博被推舉成爲俱樂部的領導人。3月，俱樂部正式成立，開始組織公開辯論。坦佐什著重於組織工作，對辯論内容鮮少干涉，這為俱樂部提供了一個比最初想像的更自由的空間。4月，他甚至組織了一個南斯拉夫文學之夜，而此時正式蘇聯與南斯拉夫關係最低潮的時候。
雖然裴多菲俱樂部是支持納吉的，但納吉從來沒有管理過裴多菲俱樂部。直至1956年秋，他才親自見到俱樂部的直接管理者坦佐什、納吉·巴拉茲、赫格杜斯·安德拉斯等人。

## 俱樂部的活動
1956年，俱樂部才舉行的第一次公開活動。1956年3月至10月，俱樂部一共組織了12次重要辯論。反响最大的是6月27日組織的新聞界辯論。
6月27日，辯論在瓦茨街軍官府的大廳舉行，但不足以容納相關各方：大廳、大樓庭院和街道上聚集了近七千人。演講者、作家和記者以前所未有的開放態度公開支持新聞自由和拉科西下台。這證明以拉科西為首的共產主義領導集團的權力已經開始崩潰。黨報有評論道「馬克思主義精神的光芒在裴多菲俱樂部的辯論中一次又一次地閃耀」。6月28日，波蘭的波茲南爆發勞工起義後，匈牙利勞動工人黨中央領導層於6月30日召開了一次特別會議，共同討論了波蘭發生的事件以及裴多菲俱樂部的情況。拉科西·馬加什在會上譴責這兩起事件，宣佈禁止俱樂部繼續活動。7月17日，米高揚進一步將俱樂部定位為“意識形態領域的波茲南事件”，內政部也開始準備逮捕一些圈子的領導人。但此時的勞動工人黨已經沒有足夠的力量來採取行動，很快的，拉科西被同樣不受歡迎但可靠的格羅·埃諾取代。
作家蒂博爾·德里（Tibor Déry）說： 「我認為我們問題的根源在於缺乏自由……只要那些在言語上尤其是在實踐中體現這些錯誤的人仍然存在，政治批評的工作就沒有結束。”就是讓他們盡快離開。”
其中，蒂博爾·塔爾多斯（Tibor Tardos）和蒂博爾·梅雷（Tibor Méray）（曾被解職）在會議上發言支持納吉和新聞自由的必要性。

## 結局
裴多菲俱樂部已經被拉科西視為主要的有組織敵人，直到1956年秋天拉科西實際上被取代時才繼續活動。參加會議的知識分子已經達成了製定由納吉領導的修正主義共產主義政府綱領的意圖，但他們沒有機會控制革命和自由鬥爭的事件。
1956年10月22日晚，俱樂部通過了一項決議，要求召開勞動工人黨中央領導會議，將拉科西排除在董事會、議會和總統委員會之外，並納入納吉。裴多菲俱樂部的知識分子領袖屬於修正共產主義者，而不是那些要求民主的人。他們的目標是讓納吉伊姆雷重返革命。10月23日，裴多菲俱樂部的成員仍在大學的戈利亞瓦爾 (Gólyavár ) 集會，此時，在以南幾個街區之外，人群已經包圍了匈牙利廣播電臺。根據電影錄音顯示，當天早些時候，加博爾·坦佐斯出席了貝姆雕像前的示威活動，但由於某種原因沒有發言。10月24日起，他們不再認為事件進一步升級並最終演變成革命有什麼意義。然而，10月23日之前發生的事件已經超出了俱樂部的要求，當時大學生聚集在MEFESZ，首次公開表達了自由選舉的要求。
隨著納吉的崛起，裴多菲俱樂部認為事件已經結束，坦佐斯起初也認為他們的角色已經完成。對裴多菲圈子來說，通往共產主義復闢勢力的另一個方向的道路也被關閉了。納吉於10月28日承認正在發生起義後，坦佐斯參加了羅蘭大學匈牙利知識分子革命委員會的組織，並代表裴多菲俱樂部簽署了宣言。11月3日，他意圖重新召集裴多菲俱樂部，以幫助穩定政府，但以11月4日的蘇聯的干涉告終。1958年8月18日，他被判處15年徒刑，關押在馬里奧諾斯特勞監獄。

## 讨论主题
- MEFESZ-aktivisták találkozója（1956.3.17）
- 马克思主义政治经济学的一些需要迫切解决的问题（1956.5.9-22）
- 匈牙利第二个五年计划的指导原则（1956.5.22）
- 马克思主义和历史学（1956.5.30-6.1）
- 苏共二十大和马克思主义哲学问题（1956.6.15）
- 黨派會議 - 新聞辯論（1956.6.18）
- Vita hazánk természeti, gazdasági adottságairól（1956.6.20）
- 新闻和报纸问题（1956.6.27）
- A gazdasági vezetés kérdései（1956.9.26）
- 教育學（1956.10.28）
- A műszaki fejlesztés és a fiatal értelmiség problémái（1956.10.10）
- Kertmagyarország（1956.10.17）
- Az iparművészet problémái（1956.10.20）
- A fiatal orvos és a társadalom（1956.10.23）[2]

## 领导人
- 拉卡托斯·伊斯特凡（匈牙利语：Lakatos István (író)）
- 坦佐什·加博（匈牙利语：Tánczos Gábor (tanár)）